# Aurel Racovitză
Aurel Racovitză, romunski general, * 29. maj 1890, † 24. junij 1957.